# 加藤景忠
加藤 景忠（かとう かげただ）は、戦国時代の武将。甲斐国都留郡上野原の国衆。甲斐武田氏の家臣。都留郡上野原城主。父は虎景（駿河守）。初鹿野氏を継いだ弥五郎信昌（昌久）は弟。

## 略歴
初見史料は永禄4年（1561年）で、越後国の上杉謙信の関東侵攻に際し、武田氏と甲相同盟を結ぶ相模国後北条氏は加藤氏に援軍を要請し、景忠は武田信玄から北条氏康のもとへ派遣され、武蔵国由井（東京都八王子市）において在陣している。なお、永禄4年（1561年）頃に父の虎景は死去したと見られ、この頃に家督を相続したと考えられている。
『甲陽軍鑑』によれば、加藤氏は郡内領主の小山田氏の麾下にあったとされ、翌永禄5年（1562年）には小山田氏とともに後北条氏支援のために関東へ出陣している。永禄9年（1566年）12月には現在の上野原市上野原に鎮座する鷲神神社宝殿・牛倉神社本殿の造営を行っている。
永禄11年（1568年）、武田氏の駿河国今川領へ侵攻し（駿河侵攻）、これにより甲相同盟が破綻する。永禄12年（1569年）10月には小山田氏とともに武蔵国滝山城（八王子市丹木町）を攻め、さらに後北条氏の本拠である小田原城（神奈川県小田原市）も攻撃し、三増峠の戦いにおいても活躍したという。その後の動向は不明であるが、天正5年（1577年）以前に死去したと見られている。上野原市保福寺蔵『保福寺過去帳』に記される命日によれば、天正3年（1575年）5月21日の長篠の戦いにおいて戦死したとも考えられている。
墓所は保福寺(山梨県上野原市)。
景忠の没後、加藤氏は武田一族の勝沼信友の3男を養子に入れ、信景（次郎左衛門尉・丹後守）として継承したという。

## 備考
- 東京都瑞穂町箱根ヶ崎にある加藤神社は、加藤景忠を祭神としている。地元の伝承によれば、天正10年（1582年）の武田氏滅亡に際して加藤丹後守景忠が一族郎党とともにこの地まで落ち延びたものの、北条氏麾下の村山土佐守義光によって討たれた[2][3]。地元の人々はこれを哀れに思い「加藤塚」を築いたが[3][4]、寛政年間に加藤氏の末裔が石塔を立てるなどし[4]、村人も崇敬の念を持つようになって神社に祀るようになったという[4]。